# Melchizédec
Una Melchizédech è una bottiglia di vetro equivalente a quaranta bottiglie da 75 cl, per una capacità totale di 30 litri.
Prende il nome dal re biblico Melchisedec.
Piena di vino, il peso della bottiglia oscilla fra i 52 ed i 54 chilogrammi, e la sua altezza solitamente è di 110 centimetri. Con il suo contenuto è possibile riempire circa 300 flûte.
Viene utilizzata in occasione del varo di navi da crociera e yacht eccezionali. È stata creata nel 2002.